# Key bumping

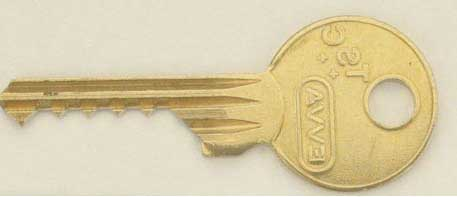
Tipica chiave da bumping

Il key bumping o key bump è un metodo per aprire le serrature a cilindro di porte e lucchetti con una chiave detta "ad urto", appositamente sagomata, utilizzata in combinazione con uno strumento percussore, come un martello.

## Storia
All'inizio del XX secolo, negli anni venti, vengono brevettati negli Stati Uniti d'America diversi strumenti per l'apertura di serrature che usano principi simili a quelli della chiave ad urto, con lo scopo di permettere l'apertura delle porte di cui si è smarrita la chiave senza doverle forzare con il rischio di danneggiarle.
Negli anni settanta ha iniziato a diffondersi una tecnica (inizialmente diffusa tra i fabbri in Danimarca) per aprire una serratura a cilindro tramite l'applicazione di una pressione sul retro della serratura: quando grazie a questo urto i cilindri saltavano, era possibile farlo ruotare ed aprire la serratura.
L'uso delle "bump key", ovvero delle chiavi limate, diviene diffuso solo alcuni anni più tardi, e inizia ad avere risalto come potenziale rischio per la sicurezza solo dopo il 2000. In Germania e Danimarca al metodo e le sue problematiche dedica particolare attenzione l'associazione olandese The Open Organization Of Lockpickers, dedita a tutto ciò che riguarda l'arte dello scassinamento impiegata da un punto di vista sportivo. La stessa ha prodotto nel 2005 un libro bianco che descrive il metodo e le sue varianti In Olanda la tecnica ha ottenuto notorietà presso l'opinione pubblica quando, sempre nel 2005, è stata mostrata nello show televisivo Nova. A seguito di questa notorietà l'associazione di consumatori olandese  Consumentenbond, in collaborazione con la The Open Organization Of Lockpickers, ha testato il metodo su 71 modelli di serrature presenti sul mercato, di cui 60 certificati come sicuri tramite il "Dutch Police Seal of Approval for Secure Housing”" (PKVW), producendo un rapporto sui risultati di questo test nell'aprile 2006: delle 60 serrature certificate prese in considerazione 47 sono state aperte senza problemi con delle chiavi ad urto, e 22 di queste da persone senza un'esperienza specifica nello scasso.
Negli stessi anni Marc Tobias, esperto di sicurezza statunitense, ha iniziato a scrivere e parlare pubblicamente dei problemi di sicurezza relativi a questo metodo e nel 2006 ha pubblicato due altri memorandum sulla tecnica e sulle sue implicazioni legali.

## Caratteristiche

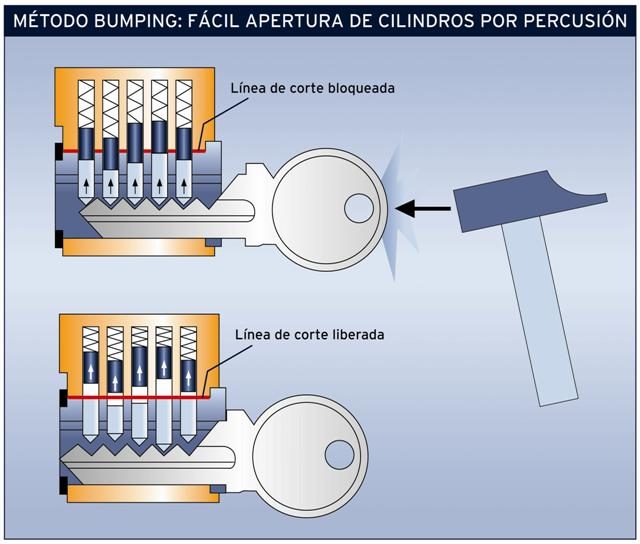
Tecnica d'utilizzo

Il metodo consiste nell'inserire nella serratura una chiave appositamente limata e utilizzarla come tensore; la chiave viene poi colpita con un qualsiasi oggetto rigido e questo fa sì che la forza dell'urto alzi i pistoni superiori oltre la linea di apertura facendo quindi scattare la serratura.
La pericolosità di questa tecnica consta nella facilità di utilizzo (non serve avere la manualità di uno scassinatore professionista) e nella facilità di realizzo degli strumenti necessari: la chiave, in questo caso definibile grimaldello, è prodotta limando degli spazi piramidali in numero pari ai pistoni della serratura. Questi spazi sono molto più profondi di quelli normali per poter portare tutti i pistoni più in alto possibile.
Una delle problematiche derivate è il rapporto con le compagnie di assicurazione una volta avvenuto il furto: non lasciando tracce di scasso è difficile ottenere pieno rimborso dei danni, dato che l'assicurazione può addurre come attenuante la dimenticanza della porta aperta.
Alcune polizze assicurative comunque prevedono questa eventualità e casi simili, con clausole apposite che definiscono l'uso di chiavi false, chiavi duplicate, chiavi originali rubate o sottratte.
Questa tecnica è impiegata anche per scopi legali, come l'apertura di porte di cui la chiave sia andata persa o rubata.
Esistono comunque sul mercato cilindri di tipo antibumping, dotati di speciali molle interne e particolari costruttivi con caratteristiche che garantiscono l'immunità a questo tipo di attacco; questi cilindri, solitamente blindati, sono progettati in modo molto differente dai loro predecessori e anche il costo lievita notevolmente.